# Gloeocystidiellum aspellum
Gloeocystidiellum aspellum är en svampart som beskrevs av Hjortstam 1987. Gloeocystidiellum aspellum ingår i släktet Gloeocystidiellum och familjen Stereaceae.   Inga underarter finns listade i Catalogue of Life.